# ساشا ستيفيتش
ساشا ستيفيتش (بالصربية: Саша Стевић)‏ هو لاعب كرة قدم صربي في مركز الوسط، ولد في 31 مايو 1981 في برييدور في البوسنة والهرسك. لعب مع نادي بياترا نيامتس ونادي فولين لوتسك ونادي ماريهامن.

## وصلات خارجية
- ساشا ستيفيتش على موقع اتحاد أوكرانيا (الإنجليزية)
- ساشا ستيفيتش على موقع قاعدة بيانات كرة القدم.إي يو (الإنجليزية)
- ساشا ستيفيتش على موقع Soccerway.com (الإنجليزية)